# Flavio Chigi (1711–1771)
Flavio Chigi (ur. 8 września 1711, zm. 12 lipca 1771) – włoski kardynał. Pochodził z tej samej rodziny, co papież Aleksander VII (1655-1667). Od strony matki był spokrewniony także z papieżem Klemensem IX (1667-1669).

## Życiorys
Urodził się w Rzymie jako syn księcia Farnese Agostino Chigiego i jego żony, księżniczki Marii Eleonory Rospigliosi. Przeznaczony do stanu duchownego, w 1736 przeszedł do pracy w Kurii Rzymskiej, gdzie został referendarzem Obojga Sygnatur oraz protonotariuszem apostolskim. W 1738 papież Klemens XII wysłał go jako komisarza apostolskiego celem przywitania na ziemiach Państwa Kościelnego księżniczki Marii Amalii, córki króla polskiego Augusta III, która zmierzała do królestwa Neapolu, by poślubić króla Karola Burbona. W 1740 został członkiem Kamery Apostolskiej, a w 1743 jej audytorem generalnym.
26 listopada 1753 papież Benedykt XIV mianował 42-letniego Flavio kardynałem diakonem, pomimo że nie miał jeszcze żadnych święceń. Dopiero 26 maja 1754 otrzymał święcenia subdiakonatu, a tydzień później diakonatu. Nigdy nie przyjął święceń kapłańskich. W Kolegium Kardynalskim należał do frakcji Zelantów (Gorliwych), przeciwnej świeckim wpływom na Kościół i broniącej zakonu jezuitów przed żądaniami kasaty. Uczestniczył w konklawe 1758 i konklawe 1769. Na tym drugim był wysuwany jako kandydat radykalnych Zelantów na papieża, ale nie został wybrany ze względu na zdecydowany sprzeciw dworów burbońskich, które nie akceptowały go jako zwolennika jezuitów.
Flavio Chigi był członkiem jedenastu kongregacji kurialnych:
- Świętej Konsulty (od 10 grudnia 1753)[3]
- Fabryki Świętego Piotra (od 10 grudnia 1753)[3]
- Kongregacji ds. Kościelnych Immunitetów (od 10 grudnia 1753)[3]
- Kongregacji ds. Reformy Trybunałów (od 10 grudnia 1753)[3]
- Kongregacji ds. Soboru Trydenckiego (od listopada 1762)[4]
- Kongregacji ds. Awinionu (od marca 1763)[5][6]
- Kongregacji ds. Sanktuarium w Loreto (od marca 1763)[5][7]
- Kongregacji ds. Wód (od 3 marca 1764)[8]
- Kongregacji Konsystorialnej (od 19 września 1764)[8][9]
- Kongregacji ds. Obrzędów (od 3 kwietnia 1767)[10]
- Kongregacji Świętego Oficjum (od 7 stycznia 1768)[11]

7 stycznia 1768 Flavio Chigi został prefektem Świętej Kongregacji ds. Obrzędów i sprawował ten urząd aż do śmierci. Był także kardynałem-protektorem zakonów franciszkanów konwentualnych (od 28 kwietnia 1765) i kanoników regularnych z Kongregacji Renańskiej (od kwietnia 1767) oraz wielu innych wspólnot i instytucji. Znany był także hojności dla biedaków oraz ludzi pióra. Szczególną troską otaczał przytułek dla sierot przy kościele S. Maria in Aquiro.
Flavio Chigi zmarł 13 lipca 1771 w wieku 59 lat i został pochowany w kaplicy Matki Boskiej z Loreto w rzymskim kościele S. Maria del Popolo.